# Edmund von Strauß
Edmund von Strauß (Olomouc, 12 d'agost de 1869 - Berlín, 13 de setembre de 1919) fou un compositor i director d'orquestra austríac.
Va fer els estudis a Viena i fou successivament director d'orquestra dels teatres de Praga, Lübeck i Bremen i, per acabar, de l'Òpera de Berlín.
Va compondre lieder i altres obres vocals.